# Jubilo, Jr.
Jubilo, Jr. er en amerikansk stumfilm fra 1924 af Robert F. McGowan.

## Medvirkende
- Mickey Daniels som Jubilo
- Joe Cobb som Joe
- Jackie Condon som Jackie
- Allen Hoskins som Farina
- Mary Kornman som Mary
- Andy Samuel som Andy
- Dick Henchen som Dick